# Ratana Sutta
El Ratana Sutta (en birmano: ရတနာသုတ်) (en cingalés: රතන සූත්‍රය) es un discurso budista que se encuentra en Sutta Nipata (Snp 2.1) y Khuddakapatha (Khp 7) del Canon Pali; con un paralelo en el Mahavastu. En pali tiene diecisiete versos y en la versión sánscrita diecinueve. El Ratana Sutta ensalza las características de los tres ratana (en pali significa "gema", "joya" o "tesoro") en el budismo: el Iluminado (Buda), la Enseñanza (Dhamma) y la noble comunidad de discípulos (ariya Sangha).